# Izjaslav III di Kiev
Izjaslav III Davydovič (in russo Изяслав III Давидович?; in ucraino Ізяслав Давидович?; tra il 1100 e il 1110 – Belgorod Kievskij, 6 marzo 1161) è stato principe di Černihiv (1151-1154) e principe di Kiev (1154-1155, 1157-1158, 1161).
Era figlio di Davide Svjatoslavič, principe di Černihiv e Šmunsk.

## Biografia
Legato al ramo Davidovič della dinastia rjurikide, era figlio del principe di Černihiv Davide Svjatoslavič e nipote del principe di Kiev Svjatoslav Jaroslavič (r. 1073-1076). Dal 1151, fu principe di Černihiv. Dopo la morte di Izjaslav Mstislavič nel novembre del 1154, tentò di salire al trono di Kiev, ma non gli fu permesso di entrare in città da Vjačeslav I Vladimirovič, che preferì il fratello di Izjaslav, il principe di Smolensk Rostislav Mstislavič. Dopo la morte di Vjačeslav, sconfisse Rostislav Mstislavič, costringendolo a fuggire a Smolensk, e si affermò sul trono di Kiev. A Smolensk, Rostislav fu attaccato dall'alleato di Izjaslav, il principe di Rostov Jurij Dolgorukij. Evitando uno scontro militare, ne riconobbe la supremazia e i diritti che vantava su Kiev. Quando le truppe di Jurij Dolgorukij arrivarono nella capitale, Izjaslav fu costretto a rinunciare al potere al suo alleato senza combattere e a tornare a Černihiv.
Dopo la morte di Jurij Dolgorukij, con il sostegno del popolo di Kiev, sedette sul trono locale. Durante la guerra civile del 1158-1161, che vide come protagonisti da una parte Izjaslav e i suoi alleati e dall'altra una coalizione composta dal principe di Volinia Mstislav Izjaslavič, dal principe di Galizia Jaroslav Osmomysl e dal principe di Peresopnycja Vladimiro Andrejevič, il signore di Kiev fu sconfitto nei pressi di Belgorod da Mstislav Izjaslavič e fuggì dalla capitale alla volta delle terre dei Vjatiči.
Nel 1159, sconfitto lì da un distaccamento galiziano-voliniano e per tutta risposta, insieme ai Poloviciani, intraprese una campagna contro il principato di Smolensk e, dopo che i signori di Novhorod-Sivers'kyj, Kursk e Vščiž passarono dalla sua parte, assediò invano Gleb Jur'evič a Perejaslavl' e conquistò Kiev con un attacco a sorpresa, costringendo Rostislav a fuggire a Belgorod.
Mentre Izjaslav attaccava Rostislav a Belgorod da un mese, un esercito nemico si avvicinò alla capitale agli ordini di Mstislav Izjaslavič, Rurik Rostislavič, Vladimiro Andrejevič e Basilio Jur'evič. Abbandonato dai Poloviciani, Izjaslav tentò di fuggire, ma fu raggiunto dai guerrieri nomadi, ferito mortalmente nella battaglia che ne seguì e spirò poco dopo.